# 土田芳男
土田 芳男（つちだ よしお、1922年2月15日 - 1993年10月25日）は、日本の経営者。
昭和電線電纜社長を務めた。東京都出身。

## 経歴
1946年に東京商科大学を卒業し、1947年に昭和電線電纜に入社。1972年に取締役に就任し、1976年7月に常務、1980年7月に専務を経て、1986年7月には社長に就任。1988年6月には会長に就任。
1988年4月に藍綬褒章を受章。
1993年10月25日急性循環不全のために死去。71歳没。